# Nákupní marketing
Nákupní marketing (anglicky shopper marketing) je další vývojový stupeň strategického retail marketingu a nezbytnou součástí jakéhokoli účinného spotřebitelského marketingu. Zahrnuje a vyžaduje spolupráci zúčastněných stran, jak maloobchodníků, tak výrobců. Krása a účinnost nákupního marketingu je hlavně v jeho otevřenosti a využívání více oblastí komunikace. Můžeme říci, že zahrnuje téměř vše, s čím se potenciální spotřebitel ve své cestě na místo prodeje setká. Tato komplexnost je zřejmě důvodem, proč nákupní marketing patří k nejrychleji rostoucím oblastem marketingu.
Nákupní marketing nabízí nové možnosti i pro design a komunikaci v místě prodeje. Neomezuje se na klasické formáty, ale často je přesahuje rozsáhlejšími koncepty, jejichž cílem je zviditelnit celé kategorie zboží. Samostatně pak řeší jak přitáhnout nakupující do prodejen.
Nákupní marketing je nejrychleji rostoucí marketingovou disciplínou. Zatímco výdaje na marketing víceméně stagnují, výdaje na nákupní marketing rostou u výrobců v průměru o 21 procent a u maloobchodníků dokonce o 26 procent. Většina výrobců sice považuje nákupní marketing za top aktivitu z hlediska návratnosti investic, ovšem propast mezi těmi, kdo tyto aktivity dělají dobře a těmi, kdo je dělají špatně, se soustavně zvětšuje. Základním předpokladem pro dobré uplatnění jsou shopper insights – porozumění procesu nakupování v celém komplexu, podepřené o řadu různých informačních zdrojů o zákaznících.

## Vznik nákupního marketingu
Důvodů pro vznik nákupního marketingu je více, nicméně lze definovat dva základní impulsy:
- Ten první spočívá v neúprosné statistice, která přesouvá investice výrobců z dosavadních marketingových mixů více na místo prodeje:
  - 70 procent výběrů značky je prováděno na místě prodeje,
  - 68 procent nákupních rozhodnutí není plánováno,
  - 5 procent nakupujících je věrných jedné značce nebo výrobkové řadě.[3]

- Tím druhým důvodem je, že právě jen nákupní marketing vidí celou problematiku komplexně a proto přináší revoluční změny do maloobchodních systémů. Jeho cílem je měnit nakupující v kupující tzn. zvýšit konverzní poměr ve prospěch určité značky, nicméně nepoužívá k tomu žádnou jednotlivou techniku, ale zamýšlí se nad celou tzv. path to purchase (cestou ke koupi) a k tomu akcentuje snahu o pochopení chování spotřebitele. Vlivy, které na nás působí, než si výrobek nakonec koupíme nebo nekoupíme, začínají někde daleko za hranicí obchodu.

## Nákupní chování z hlediska nákupního marketingu
Zákazník je náročný na detaily, zdaleka už mu nestačí jen sleva. Nákupní marketing sice cílí na místo prodeje, ale zdaleka nezahrnuje jen činnosti uvnitř obchodu. Jeho úkolem je zajistit, aby se zboží prodávalo opakovaně a zákazník si k němu našel i svůj vztah. Jeho objektem je přitom nevěrný zákazník, který je stále pod vlivem vlastních dlouhodobých návyků a kterému už nestačí jen sleva na zboží. Komunikace v místě prodeje přitom není jediným nástrojem nákupního marketingu. Jedná se o komplexní řešení zahrnující obalová řešení, digitální média a aplikace, kreativní instalace a rozšířené služby zákazníkům.
Spotřebitel nyní očekává víc než jen dostupnost obchodu a nízkou cenu. Nákupní marketing nabízí proto i další dimenzi – emocionální benefit, kdy spotřebitel zaznamená, že on je tím, o koho tu běží. Spotřebitelé jsou dnes stále náročnější a vnímavější k jakýmkoliv stimulům, se kterými se na trhu setkávají.

## Nástroje nákupního marketingu
Jedním z nejlepších způsobů jak získat informace o zákaznících je využití zákaznických nebo také věrnostních karet. Základní informace prodejce získá už při registraci zákazníka v okamžik registrace, další pak informace poskytuje zákazník při svých nákupech. Prodejce má podrobný přehled o tom, v jakých intervalech člověk do prodejny chodí. Jaký typ zboží nakupuje, jak často a jaká je provázanost položek v jeho nákupním košíku. Jak reaguje na případné slevy a nabídkové akce. Díky těmto informacím je prodejce schopen upravovat nabídku obchodu přesně tak, aby byl prodej zboží co největší. Kromě toho že karty umožňují získat informace o chování cílových skupin i jednotlivců, získané informace umožňují také uspořádat zboží v obchodě.
Dalším nástrojem, který slouží k zatraktivnění nabízeného zboží je digital signage. Typickým případem digital signage zařízení jsou obrazovky v obchodních domech a nákupních centrech. Dalším běžně používaným modelem je komerční síť reklamních obrazovek s nabídkou prodeje vysílacího času. Získané informace mohou prodejci využít k přípravě reklamních spotů přesně na míru. Například bylo zjištěno, že se liší doba, kterou zákazník stráví před LCD obrazovkou v oddělení mléčných výrobků, kde tato doba činila 15 sekund, naproti tomu v oddělení cukrovinek se jednalo pouze o 10 sekund.
Obrazovky se dají doplnit i čtečkou čárových kódů a digitální panel tak slouží nejen pro informační a komerční sdělení, ale umožňuje nakupujícímu po přiložení čárového kódu vystaveného zboží ke čtečce zhlédnout, jak se tento produkt používá.

## Moderní trendy v nákupním marketingu

### Reklamy ve hrách
Reklama prostřednictvím videoher se stala v poslední době velmi používanou. Může se jednat o pouhé umístění loga společnosti ve hře nebo se může hráč setkat s konkrétními výrobky firmy.

### Pohodlnost online nakupování je klíčovým faktorem
Nejde pouze umožnit zákazníkovi nakoupit váš výrobek pomocí mobilu resp. internetu. Je potřeba zdůraznit, proč by právě váš produkt měli zakoupit a dát mu přednost před výrobkem jiné firmy.

### Sociální média
Využití sociálních médií pro marketingové účely se nabízí. Společnosti mohou například na Facebooku nejen propagovat značku jako takovou, ale i dostávat zpětnou vazbu od potenciálních zákazníků a to za minimální náklady.

### Zdravý životní styl
Trend zdravého životního stylu se začíná postupně projevovat. Obava z civilizačních chorob vzrůstá. Obchodníci se přizpůsobují požadavkům trhu i očekávanému vývoji a začínají rozšiřovat své nabídky zdravých potravin.